# Hawker Danecock
El Hawker Danecock fue un biplano desarrollado a partir del Hawker Woodcock para la fuerza aérea y el servicio naval daneses.

## Diseño y desarrollo
En 1925, el Gobierno danés notificó a Hawker que encargaría tres aviones similares al Woodcock, pero con ciertas mejoras. Esto propició que Sydney Camm hiciera cambios menores en las alas y en el área de la cabina. En comparación con el Woodcock II, el Danecock tenía alas de envergadura desigual, un fuselaje ligeramente alargado, un motor Armstrong Siddeley Jaguar IV de 287 kW (385 hp) y un armamento de dos ametralladoras Madsen de 8 mm. El primer avión fue volado el 18 de diciembre de 1925 por George Bulman y los tres aviones se entregaron en febrero de 1926.

## Historia operacional
Después de recibir los aviones construidos por Hawker, Dinamarca obtuvo una licencia para producir más Danecock. Esta versión, denominada Dankok, fue construida en 1927 en el Real Astillero Naval Danés (Orlogsvaerftet) como Orlogsvaerftet L.B.II. Se fabricó un total de 12 ejemplares más. Un avión (uno construido por Hawker) rompió el récord de altitud escandinavo, alcanzando los 8598 m (28 208 pies). Los Danecock/Dankok sirvieron hasta mediados de la década de 1930, cuando fueron reemplazados por Hawker Nimrod. Todavía existe un ejemplar del Dankok en el Museo de Copenhague.

## Variantes
Danecock
Caza monomotor, tres construidos.
Orlogsvaerftet L.B.II Dankok
Ejemplares Danecock construidos bajo licencia en Dinamarca, 12 construidos.

## Operadores
Dinamarca
- Servicio Aéreo del Ejército Danés (Hærens Flyvertropper)
- Servicio Aéreo Naval Danés (Marinens Flyvevæsen)

## Especificaciones
Referencia datos: Hawker Aircraft since 1920

### Características generales
- Tripulación: Uno (piloto)
- Longitud: 8 m (26,1 ft)
- Envergadura: 9,9 m (32,6 ft)
- Altura: 3,1 m (10,1 ft)
- Superficie alar: 32 m² (344,5 ft²)
- Peso vacío: 965 kg (2126,9 lb)
- Peso cargado: 1381 kg (3043,7 lb)
- Planta motriz: 1× motor radial de 14 cilindros en dos filas refrigerado por aire Armstrong Siddeley Jaguar IV.
  - Potencia: 287 kW (396 HP; 390 CV)
- Hélices: Bipala de paso fijo
- Capacidad de combustible: 240 L

### Rendimiento
- Velocidad máxima operativa (Vno): 233 km/h (145 MPH; 126 kt)
- Velocidad crucero (Vc): 169 km/h (105 MPH; 91 kt)
- Techo de vuelo: 6900 m (22 638 ft)
- Tiempo a altitud: 8 min 15 s para 3000 m (10 000 pies)

### Armamento
- Ametralladoras: 

  - 2x Madsen de 8 mm sincronizadas con 720 dpa

## Aeronaves relacionadas

### Desarrollos relacionados
- Hawker Woodcock